# Gaius Asinius Frugi
Caius Asinius Frugi (fl. 98/116) est un homme politique de l'Empire romain.

## Famille
Il est probablement le père de Caius Asinius Agraeus Plilopappus, de Caius Asinius Rufus et de Gaïa Asinia Julia.
Sa fille a eu (d'un mari inconnu) une fille nommée Gaïa ...a Asinia Frugilla, qui épouse Caius Asinius Frugi, archiereus et stratège en 178 et fils de son oncle Caius Asinius Rufus. Ces derniers sont les parents de Caius Asinius Nicomachus.

## Carrière
Il est triumvir monétaire en Phrygie sous le règne de Trajan, en 98/116.